# 孙宏斌 (1969年)
孙宏斌，太原理工大学党委副书记、校长，教授，博士生导师。主要从事智能电网、能源互联网等领域的研究工作。入选长江学者特聘教授，获得中国国务院特殊津贴。曾任清华大学教务处副处长、创新创业教育协调委员会召集人。